# Refugio del Carro

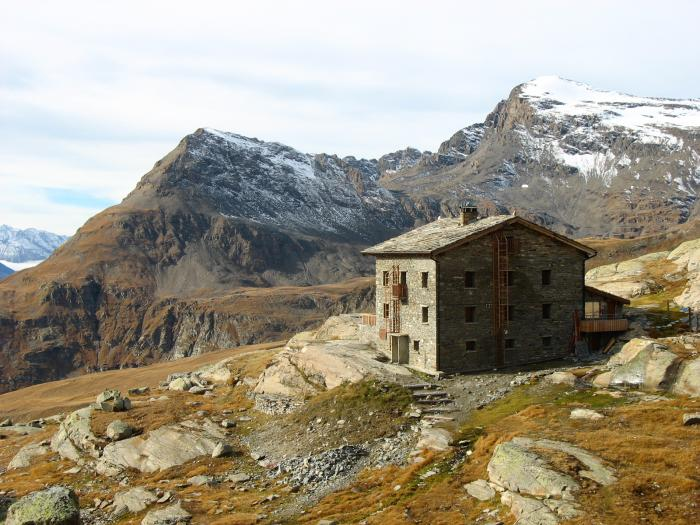
Vista del refugio

El refugio du Carro es un refugio de montaña ubicado en Francia, en el departamento de Saboya, en la región de Auvernia-Ródano-Alpes, en Haute Maurienne. Situado a 2780 m es el refugio más alto de Saboya. 

## Historia
El refugio du Carro se inauguró el 22 de agosto de 1925. Está gestionado por el Club Alpino Francés de Lyon.

## Características e información
El refugio está vigilado durante la primavera, de mediados de marzo a mediados de mayo, para el esquí de fondo y en verano, mediados de junio a mediados de septiembre. Su capacidad es de 61 camas. En invierno, y cuando el refugio no está protegido, la capacidad es menor, 18 camas. Cuenta con una terraza. El refugio de invierno tiene una estufa.

## Acceso
En verano el recorrido recomendado parte de la aldea de Écot. Mientras que en invierno generalmente es preferible comenzar desde Bonneval-sur-Arc.

## Ascensos
El refugio du Carro es a menudo una parada para los alpinistas que desean escalar la Levanna occidenta, la traversal Carro-Évettes, la Grande Aiguille Rousse. También es imprescindible para la ruta de escalada la dame de Carro y l'aiguille Perçée.
Es un destino de senderismo desde Bonneval-sur-Arc, Ecot o el puente de la Ouglietta, y una salida para el Col du Carro, el Col des Pariotes y las fuentes del Arc. 
En primavera, los esquiadores pueden ir de excursión a la Levanna occidental, la Gran Aguja Rousse, el Pas du Bouquetin, el Black Goose, el Col du Carro, el Pass Lost, el pase Girard, la traversal Carro-Évettes. 
Las rutas a los refugios de Evettes, Prariond (Tarentaise superior), Chivasso (Valle de Aosta) son muy frecuentadas.